# Método del salto de rana
En matemáticas, el método del salto de rana (del inglés leap-frog), es un método simple para resolver numéricamente ecuaciones diferenciales de la forma:
{\displaystyle {\ddot {x}}=F(x)},
o, equivalentemente:
{\displaystyle {\dot {v}}=F(x),\;{\dot {x}}\equiv v},
en el caso particular de un sistema mecánico de la mecánica clásica.
Este tipo de problemas normalmente toman la forma
{\displaystyle {\ddot {x}}=-\nabla V(x)},
con una energía dada por
{\displaystyle E(x,v)={\tfrac {1}{2}}|v|^{2}+V(x)},
dónde V es la energía potencial del sistema. A este método se le conoce por varios nombres según las disciplinas. En concreto, este método es parecido al método de la Velocidad de Verlet, que es una variante de la integración de Verlet.

## Algoritmo de cálculo
Este método comparte preferencia con la Integración de Verlet, debido a su considerable precisión, el error es de segundo orden, compatible con relativa sencillez de cálculo.
{\displaystyle {\vec {x}}(t)={\vec {x}}(t-\Delta t)+{\vec {v}}(t-\Delta t/2)*\Delta t}
{\displaystyle {\vec {a}}(t)=F({\vec {x}}(t))}
{\displaystyle {\vec {v}}(t+\Delta t/2)={\vec {v}}(t-\Delta t/2)+{\vec {a}}(t)*\Delta t}

### Inicialización
Para calcular la velocidad en el punto t = 1/2 se precisaría conocer su valor en t = - 1/2, situación inexistente. Una forma coherente con el conjunto del procedimiento y utilizada con frecuencia en esta clase de problemas, consiste en aplicar el método de Euler a los valores iniciales , datos del problema :
{\displaystyle {\vec {v}}(-1/2)={\vec {v}}(0)-\Delta t/2*{\vec {a}}(0)}
Y, a partir de aquí, continuar con el algoritmo.